# Le Longeron

Le Longeron este o comună în departamentul Maine-et-Loire, Franța. În 2009 avea o populație de 2,080 de locuitori.